# Mistrzostwa Ameryki w piłce ręcznej kobiet
Mistrzostwa Ameryki w piłce ręcznej kobiet (PanAmericano) – oficjalny międzynarodowy turniej piłki ręcznej o zasięgu kontynentalnym, organizowany przez Panamerykańską Federację Piłki Ręcznej (PATHF) cyklicznie od 1986 roku mający na celu wyłonienie najlepszej żeńskiej reprezentacji narodowej w Ameryce. W imprezie mogą brać udział wyłącznie reprezentacje państw, których krajowe federacje piłki ręcznej są oficjalnymi członkami PATHF. Turniej służy również jako eliminacja do mistrzostw świata.

## Turnieje
| 1986 | Novo Hamburgo, Brazylia         | Stany Zjednoczone | rozgrywki grupowe | Kanada            | Brazylia   | rozgrywki grupowe | Argentyna         |
| 1989 | Colorado Springs, USA           | Kanada            | rozgrywki grupowe | Stany Zjednoczone | Brazylia   | rozgrywki grupowe | Meksyk            |
| 1991 | Maringá, Brazylia               | Stany Zjednoczone | rozgrywki grupowe | Kanada            | Brazylia   | rozgrywki grupowe | Argentyna         |
| 1997 | Poços de Caldas, Brazylia       | Brazylia          | 21 – 17           | Kanada            | Urugwaj    | 19 – 14           | Argentyna         |
| 1999 | Buenos Aires, Argentyna         | Brazylia          | rozgrywki grupowe | Kuba              | Argentyna  | rozgrywki grupowe | Urugwaj           |
| 2000 | Aracaju, Brazylia               | Brazylia          | rozgrywki grupowe | Urugwaj           | Grenlandia | rozgrywki grupowe | Argentyna         |
| 2003 | São Bernardo do Campo, Brazylia | Brazylia          | 39 – 12           | Argentyna         | Urugwaj    | 21 – 14           | Stany Zjednoczone |
| 2005 | São Bernardo do Campo, Brazylia | Brazylia          | rozgrywki grupowe | Argentyna         | Urugwaj    | rozgrywki grupowe | Kanada            |
| 2007 | Santo Domingo, Dominikana       | Brazylia          | 29 – 12           | Argentyna         | Dominikana | 25 – 24           | Paragwaj          |
| 2009 | Santiago, Chile                 | Argentyna         | 26 – 25           | Brazylia          | Chile      | 34 – 30           | Dominikana        |
| 2011 | São Bernardo do Campo, Brazylia | Brazylia          | 35 – 16           | Argentyna         | Kuba       | 37 – 27           | Urugwaj           |
| 2013 | Santo Domingo, Dominikana       | Brazylia          | 38 – 15           | Argentyna         | Dominikana | 28 – 19           | Paragwaj          |
| 2015 | Hawana, Kuba                    | Brazylia          | 26 – 22           | Kuba              | Argentyna  | 33 – 16           | Portoryko         |
| 2017 | Villa Ballester, Argentyna      | Brazylia          | 38-20             | Argentyna         | Urugwaj    | 24-22             | Paragwaj          |

## Tabela medalowa
| Lp.   | Państwo           | Złoto | Srebro | Brąz | Razem |
| ----- | ----------------- | ----- | ------ | ---- | ----- |
| 1.    | Brazylia          | 10    | 1      | 3    | 14    |
| 2.    | Stany Zjednoczone | 2     | 1      | 0    | 3     |
| 3.    | Argentyna         | 1     | 6      | 2    | 9     |
| 4.    | Kanada            | 1     | 3      | 0    | 4     |
| 5.    | Kuba              | 0     | 2      | 1    | 3     |
| 6.    | Urugwaj           | 0     | 1      | 3    | 4     |
| 7.    | Dominikana        | 0     | 0      | 2    | 2     |
| 8.    | Chile             | 0     | 0      | 1    | 1     |
| =     | Grenlandia        | 0     | 0      | 1    | 1     |
| =     | Paragwaj          | 0     | 0      | 1    | 1     |
| Razem | Razem             | 14    | 14     | 14   | 42    |

## Tabela wyników
| Państwo           | 1986 | 1989 | 1991 | 1997 | 1999 | 2000 | 2003 | 2005 | 2007 | 2009 | 2011 | 2013 | 2015 | 2017 | Występy |
| ----------------- | ---- | ---- | ---- | ---- | ---- | ---- | ---- | ---- | ---- | ---- | ---- | ---- | ---- | ---- | ------- |
| Argentyna         | 4    | –    | 4    | 4    | 3    | 4    | 2    | 2    | 2    | 1    | 2    | 2    | 3    | 2    | 13      |
| Brazylia          | 3    | 3    | 3    | 1    | 1    | 1    | 1    | 1    | 1    | 2    | 1    | 1    | 1    | 1    | 14      |
| Chile             | –    | –    | –    | –    | –    | –    | –    | –    | –    | 3    | 5    | –    | 9    | 7    | 4       |
| Dominikana        | –    | –    | –    | –    | –    | –    | 6    | 5    | 3    | 4    | 6    | 3    | –    | 8    | 7       |
| Grenlandia        | –    | –    | –    | –    | 5    | 3    | –    | –    | –    | –    | –    | –    | 6    | –    | 3       |
| Gwatemala         | –    | –    | –    | –    | –    | –    | 7    | –    | –    | –    | –    | –    | 12   | 10   | 3       |
| Kanada            | 2    | 1    | 2    | 2    | –    | –    | 5    | 4    | 6    | –    | –    | 9    | –    | –    | 8       |
| Kolumbia          | –    | –    | –    | –    | 6    | 6    | –    | –    | –    | –    | –    | –    | –    | 9    | 3       |
| Kostaryka         | –    | –    | –    | 5    | –    | –    | –    | –    | –    | –    | –    | 10   | –    | –    | 2       |
| Kuba              | –    | –    | –    | –    | 2    | –    | –    | –    | –    | –    | 3    | –    | 2    | –    | 3       |
| Meksyk            | –    | 4    | –    | 6    | –    | 5    | –    | –    | 8    | 5    | 7    | 6    | 8    | –    | 8       |
| Paragwaj          | 5    | –    | 5    | –    | –    | –    | –    | –    | 4    | 7    | –    | 4    | 7    | 3    | 7       |
| Portoryko         | –    | –    | 7    | –    | –    | –    | –    | –    | –    | –    | –    | –    | 4    | 6    | 3       |
| Stany Zjednoczone | 1    | 2    | 1    | –    | –    | –    | 4    | 6    | 7    | –    | –    | 8    | 10   | 5    | 9       |
| Urugwaj           | 6    | –    | 6    | 3    | 4    | 2    | 3    | 3    | 5    | 6    | 4    | 5    | 5    | 4    | 13      |
| Wenezuela         | –    | –    | –    | –    | –    | –    | –    | –    | –    | –    | 8    | 7    | 11   | –    | 3       |
| Państwo           | 1986 | 1989 | 1991 | 1997 | 1999 | 2000 | 2003 | 2005 | 2007 | 2009 | 2011 | 2013 | 2015 | 2017 | Występy |